# 9531 Jean-Luc
9531 Jean-Luc è un asteroide della fascia principale. Scoperto nel 1981, presenta un'orbita caratterizzata da un semiasse maggiore pari a 2,2346964 UA e da un'eccentricità di 0,1865513, inclinata di 5,81905° rispetto all'eclittica.